# Indianapolis Colts
Indianapolis Colts, är ett professionellt amerikansk fotbollslag från Indianapolis, USA. Colts spelar i National Football League (NFL) som medlemmar i American Football Conference (AFC) south division. Sedan 2008 har laget spelat sina hemmamatcher i Lucas Oil Stadium som har en kapacitet på 67 000 åskådare. 
Colts har spelat i NFL sedan laget grundades i Baltimore, Maryland, 1953. Baltimore Colts, som laget tidigare hette, spelade två Super Bowl-matcher, där man förlorade mot New York Jets i Super Bowl III och besegrade Dallas Cowboys i Super Bowl V. Colts flyttade till Indianapolis 1984 och har sedan dess spelat slutspel sexton gånger, vunnit två konferensmästerskap och spelat två Super Bowl-matcher; där de besegrade Chicago Bears i Super Bowl XLI och förlorade mot New Orleans Saints i Super Bowl XLIV (alla fyra Super Bowl-matcher som Colts har spelat har underligt nog spelats i Miami).

## Hemmaarena
Efter 24 års spel på RCA Dome, flyttade Colts till sitt nya arena, Lucas Oil Stadium, hösten 2008. I december 2004 kom Indianapolis och Jim Irsay överens om ett nytt  arenaavtal till en uppskattad kostnad av 1 miljard dollar (inklusive uppgraderingar av Indiana Convention Center). Lucas Oil Products äger därmed namnrättigheterna till arenan 20 år framåt.
Lucas Oil Stadium är en arena med sju etage med plats för 63 000 åskådare under fotbollsaranegmang. Den kan konfigureras om för att ha plats för 70 000 eller fler för NCAA basket, fotboll eller konserter. Den täcker 1,8 miljoner kvadratfot (170 000 m2). Arenan har ett infällbart tak som gör att Colts kan spela hemmamatcher utomhus för första gången sedan de kom till Indianapolis. Då den tidigare arenan laget hade var en inomhusarena. Arenan är byggd med: 13 rulltrappor, 11 hissar, 800 toaletter, storbildskärm från Daktronics, 142 lyxsviter. Arenan var värd för Super Bowl för säsongen 2011 (XLVI) och har en potentiell ekonomisk påverkan som uppskattas till $286 miljoner.

## Tävlingsdräkt
- Hemma: Blå tröja med vit text, vita byxor med blå/vita revärer
- Borta: Vit tröja med blå text, vita byxor med blå/vita revärer
- Hjälm: Vit med blå hästsko på sidorna

## Mästerskapsvinster
5 – (1958 1959 1968 1970 2007)

## Super Bowl
- Nummer III 1969 som Baltimore Colts med förlust mot New York Jets
- Nummer V 1971 som Baltimore Colts med vinst mot Dallas Cowboys
- Nummer XLI 2007 med vinst mot Chicago Bears
- Nummer XLIV 2010 med förlust mot New Orleans Saints